# 林家染雀
林家 染雀（はやしや そめじゃく）は、落語家・色物の名。過去に染雀を名乗った人物が数名確認できる。
- 林家染雀 - 三代目桂文都の門下で「都鶴」、二代目林家染丸門下で染雀。後にへたり（お囃子の下座）になる。

林家 染雀（はやしや そめじゃく、1967年8月8日 - ）は、大阪府八尾市出身の落語家。本名∶東 精一。大阪大学文学部卒業。吉本興業所属。上方落語協会会員。
叔母はオペラ歌手の東敦子。

## 来歴・人物
1992年4月3日に4代目林家染丸に入門。音曲噺や芝居噺を得意とする。彦八まつりにて奉納する「住よし踊」では、染丸の後を継いでリーダー的存在として活動。
色物での活動として、1999年、3代目桂あやめとの音曲漫才コンビ『姉様キングス』を結成。またピンでは、衣装を前後ろ逆に着用し、後頭部に面をつけて背中を観客に見せながら踊る「うしろ面」を演じる。
趣味はインドネシア旅行。
『姉様キングス』で女形を演じていることから、「上方笑女隊」など本来は女流限定の企画にゲスト出演することがある。
花詩歌タカラヅカではトップ娘役として活躍。芸名は「さざ波 の乃（さざなみ のの）」。

## 受賞
- 2017年 文化庁芸術祭賞優秀賞[1]